# Гротон Лонг Појнт (Конектикат)
Гротон Лонг Појнт (енгл. Groton Long Point) град је у америчкој савезној држави Конектикат.

## Демографија
По попису из 2010. године број становника је 518, што је 149 (-22,3%) становника мање него 2000. године.
| Група             | 2000.       | 2010.       |
| Белци             | 623 (93,4%) | 493 (95,2%) |
| Афроамериканци    | 1 (0,1%)    | 2 (0,4%)    |
| Азијати           | 6 (0,9%)    | 4 (0,8%)    |
| Хиспаноамериканци | 23 (3,4%)   | 12 (2,3%)   |
| Укупно            | 667         | 518         |